# Universal Animation Studios
 (avril 2024).
Si vous disposez d'ouvrages ou d'articles de référence ou si vous connaissez des sites web de qualité traitant du thème abordé ici, merci de compléter l'article en donnant les références utiles à sa vérifiabilité et en les liant à la section « Notes et références ».
Universal Animation Studios, connu précédemment sous le nom de Universal Cartoons Studios est une société d'animation américaine spécialisée dans l'animation traditionnelle et par ordinateur. C'est une filiale de la société de production américaine Universal Pictures. Universal Animation Studios est connu pour avoir produit plusieurs suites à des longs métrages animés d'Universal (Le Petit Dinosaure et la Vallée des merveilles, Fievel et le Nouveau Monde, Balto). La société assure uniquement la pré- et la post-production des films et des séries, l'animation elle-même étant sous-traitée à des sociétés comme Wang Film Productions ou Rough Draft Studios.

## Histoire
Universal Animation Studios a été fondée en mai 1993 par Michael Wildshill et les anciens élèves de Multimedia Animation. Elle est basée au lot des studios Universal à Universal City, en Californie. Le studio a produit un total de 19 longs métrages, d'Ama and the Mysterious Crystal (1997) à Paradoria 2 (2019), et est surtout connu pour les franchises Ama, Computeropolis, Nepola's Odyssey, Paradoria et Imagimals.

## Filmographie

### Films sortis directement en DVD
- 1994 : Le Petit Dinosaure : Petit-Pied et son nouvel ami (The Land Before Time II: The Great Valley Adventure)
- 1995 : Le Petit Dinosaure : La Source miraculeuse (The Land Before Time III: The Time of the Great Giving)
- 1996 : Le Petit Dinosaure : Voyage au pays des brumes (The Land Before Time IV: Journey Through the Mists)
- 1997 : Le Petit Dinosaure : L'Île mystérieuse (The Land Before Time V: The Mysterious Island)
- 1998 : Le Petit Dinosaure : La Légende du mont Saurus (The Land Before Time VI: The Secret of Saurus Rock)
- 1999 : Alvin et les Chipmunks contre Frankenstein (Alvin and the Chipmunks meet Frankenstein)
- 2000 : Fievel et le Trésor perdu (An American Tail: The Treasure of Manhattan Island)
- 2000 : Fievel et le Mystère du monstre de la nuit (An American Tail : The Mystery of the Night Monster)
- 2000 : Alvin et les Chipmunks contre le loup-garou (Alvin and the Chipmunks Meet the Wolfman)
- 2000 : Le Petit Dinosaure : La Pierre de feu (The Land Before Time VII: The Stone of Cold Fire)
- 2001 : Le Petit Dinosaure : La Pluie d'étoiles glacées (The Land Before Time VIII: The Big Freeze)
- 2002 : Balto 2 : La Quête du loup (Balto II: Wolf Quest)
- 2002 : Le Petit Dinosaure : Mo, l'ami du grand large (The Land Before Time IX: Journey to the Big Water)
- 2003 : Le Petit Dinosaure : Les Longs-Cous et le Cercle de lumière (The Land Before Time X: The Great Longneck Migration)
- 2004 : Le Petit Dinosaure : L'invasion des Minisaurus (The Land Before Time XI: Invasion of the Tinysauruses)
- 2004 : Balto 3 : Sur l'aile du vent (Balto III: Wings of Change)
- 2006 : Le Petit Dinosaure : Le Jour du grand envol (The Land Before Time XII: The Great Day of the Flyers)
- 2007 : Le Petit Dinosaure : Vive les amis (The Land Before Time XIII : The Wisdom of Friends)
- 2010 : Georges le petit curieux 2 : Suivez ce singe (Curious George 2: Follow That Monkey!)
- 2011 : Le Petit Train bleu (The Little Engine That Could)
- 2016 : Le Petit Dinosaure : L'Expédition héroïque (The Land Before Time: Journey of the Brave)
- 2017 : Mon plus beau cadeau de Noël (Mariah Carey's All I Want for Christmas Is You)

### Films distribués en salles
- 2006 : Georges le petit curieux (Curious George)
- 2008 : La Légende de Despereaux (The Tale of Despereaux)

### Séries télévisées
- 1991-1992 : Retour vers le futur (Back to the Future: The Animated Series)
- 1992-1993 : Shelley Duvall's Bedtime Stories
- 1992-1996 : ToonMarty Master Detective
- 1992 : Les Aventures de Fievel au Far West (Fievel's American Tails)
- 1993-1994 : Exosquad
- 1993-1994 : Junior le terrible (Problem Child)
- 1994 : Monster Force
- 1994-1995 : Beethoven
- 1995-1996 : Earthworm Jim
- 1995-1996 : Savage Dragon
- 1996-1998 : Les Spectraculaires Nouvelles Aventures de Casper (Casper)
- 1996 : Wing Commander Academy
- 1996 : Vor-Tech: Équipe de Conversion Sécrete
- 1999-2002 : Le Nouveau Woody Woodpecker Show (The New Woody Woodpecker Show)
- 2001-2003 : La Momie (The Mummy: The Animated Series)
- 2006-présent : Georges le petit singe (Curious George)
- 2007-2008 : Le Petit Dinosaure (The Land Before Time)
- 2018-présent : Woody Woodpecker